# Vologne
De Vologne is een rivier in de Vogezen, Frankrijk. Hij ontspringt op de Vogezen tussen de Hohneck en de Col de la Schlucht. Hij mondt uit in de Moezel bij Jarménil.
De belangrijkste zijrivieren zijn La Jamagne, Le Neuné en Le Barba.
De volgende plaatsen liggen aan de Vologne: Xonrupt-Longemer, Gérardmer, Granges-sur-Vologne, Docelles, Cheniménil en Jarménil.